# آرتسرون مارکاریان
آرتسرون مارکاریان (ارمنی: Արծրուն Մարգարյան) فرد نظامی اهل ارمنستان بود.

## زندگی‌نامه
وی در در [[]] به دنیا آمد .  وی در ۸ فوریهٔ ۱۹۹۹ در سن ۴۰ سالگی در نزدیکی نور هاچن کشته شد و در یرابلور به خاک سپرده شد.

## یادداشت
1. ↑  ՀՀ ներքին գործերի և ազգային անվտանգության փոխնախարար, ներքին զորքերի հրամանատար